# Säby församling, Linköpings stift
Säby församling är en församling inom Svenska kyrkan i Linköpings stift. Församlingen ligger i Tranås kommun, Jönköpings län. Församlingen ingår i Tranås pastorat.
Församlingskyrkor är Säby kyrka och Tranås kyrka från 1930.

## Administrativ historik
Församlingen har medeltida ursprung. År 1652 överfördes 1 1/4 mantal till den då nybildade Trehörna församling (socken) vilket följdes av ytterligare överföringar av 2 13/16 mantal 1862 och 1865.
Församlingen har utgjort ett eget pastorat. Från 2002 är församlingen moderförsamling i Tranås pastorat.

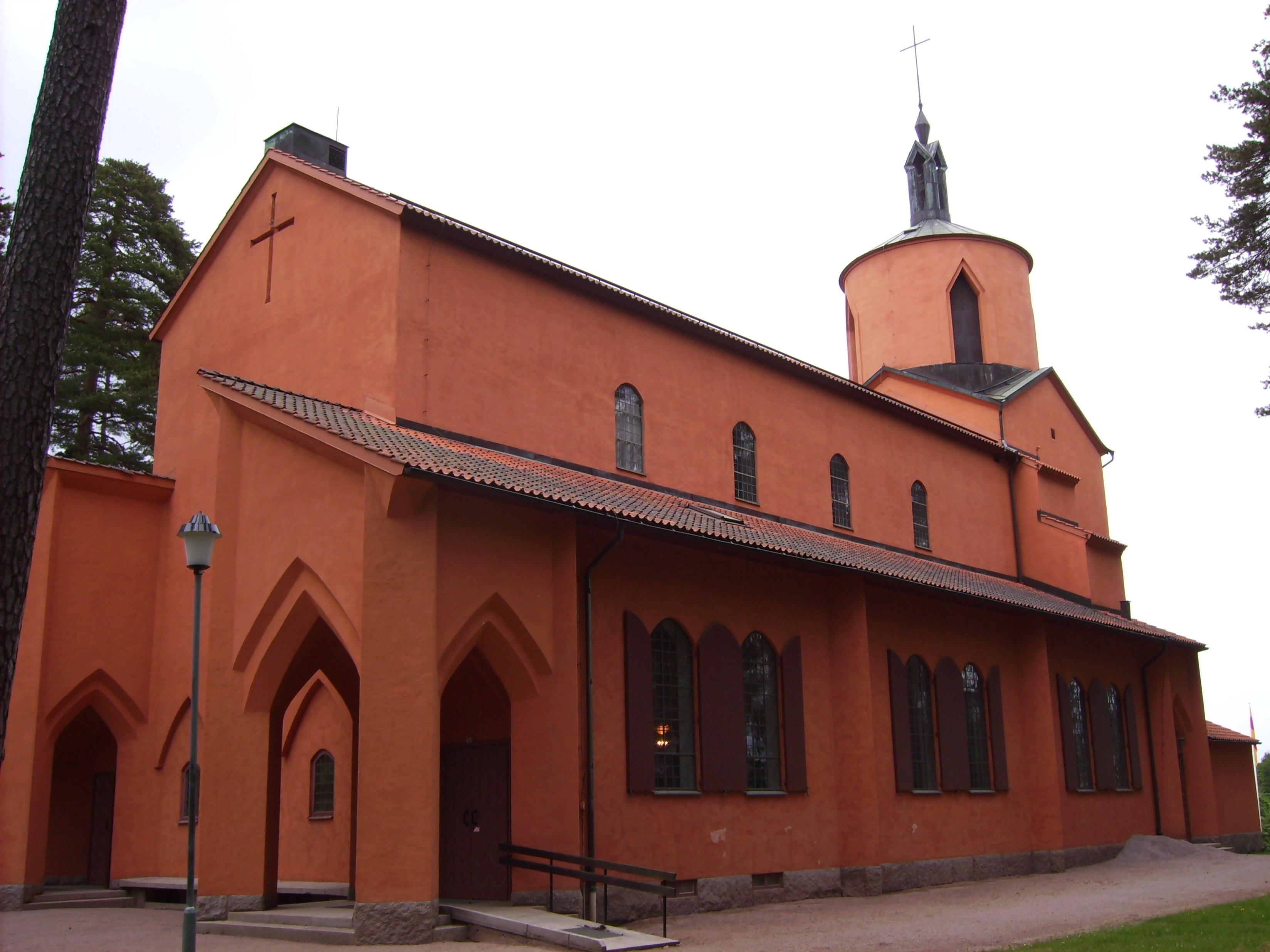
Tranås kyrka

## Kyrkoherdar
Lista över kyrkoherdar i Säby församling.
| Ämbetstid | Namn                                          | Levnadstid | Övrigt                                             |
| --------- | --------------------------------------------- | ---------- | -------------------------------------------------- |
| 1336      | Ragvaldus                                     |            | Kanik.                                             |
| 1358      | Canutus                                       |            | Präpositus.                                        |
| 1361–1382 | Benedictus Fook                               | –1382      | Curatus.                                           |
| 1383–1393 | Johannes                                      |            |                                                    |
| 1426      | Herrmannus                                    |            |                                                    |
| 1468      | Habbardus                                     |            | Prost.                                             |
| 1515–     | Laurentius                                    |            | Curatus                                            |
| 1550–1573 | Petrus Benedicti                              | –1573      |                                                    |
| 1574–1577 | Gudmundus Petrejus Salverpianus (Salverianus) | –1619      | Avsatt 1577. Senare kyrkoherde i Åkers församling. |
| 1577–1600 | Johannes Andreæ Linderosensis                 | 1550–1600  |                                                    |
| 1602–1644 | Petrus Sporrenius                             | –1644      | Prost.                                             |
| 1645-1646 | Petrus Caroli (Säbyensis)                     | 1608–1646  |                                                    |
| 1647-1672 | Olaus Nicolai Marelander                      | –1672      | Prost.                                             |
| 1674-1681 | Magnus Livin                                  | 1622–1681  |                                                    |
| 1681-1701 | Ericus Erici Styrenius                        | 1622–1701  | Prost och kontraktsprost.                          |
| 1702–1712 | Magnus Emmander                               | –1712      |                                                    |
| 1713–1715 | Bartholdus Duræus                             | 1657–1715  |                                                    |
| 1717–1757 | Bothvidus Livin                               | 1681–1757  | Prost.                                             |
| 1758–1767 | Jonas Tranberg                                | 1704–1767  | Prost och kontraktsprost.                          |
| 1767–1777 | Christian Arnold Cadovius                     | 1733–1777  | Utnämnd till kyrkoherde i Rångedala församling.    |
| 1776–1816 | Anders Sefvelin                               | 1741–1816  | Prost och kontraktsprost.                          |
| 1817–1819 | Pehr Arenander                                | 1762–1819  |                                                    |
| 1820–1836 | Anders Wikblad                                | 1770–1836  |                                                    |
| 1837–1856 | Samuel Gustaf Mellin                          | 1792–1856  | Prost.                                             |
| 1887–1890 | Walfrid Sandberg                              | 1836–1906  | Senare kyrkoherde i Norrköping                     |
| 1891–1905 | Per Nilsson Kallander                         | 1830–1905  |                                                    |
| 1907–1924 | Thure Hallinder                               | 1862–1924  |                                                    |
| 1924–     | Gunnar Dahlquist                              | 1884–1945  |                                                    |
| 1982–1984 | Lars Strandh                                  | 1937–      | Kontraktsprost.                                    |

### Komministrar
| Ämbetstid | Namn                        | Levnadstid | Övrigt                                   |
| --------- | --------------------------- | ---------- | ---------------------------------------- |
| 1593      | Johannes                    |            |                                          |
| 1633–1642 | Nicolaus Nicolai Ljurenius  |            |                                          |
| 1643–1645 | Petrus Caroli (Säbyensis)   | 1608–1646  |                                          |
| 1645–1660 | Haqvinus Kylander           | 1607–1669  | Senare kyrkoherde i Vists församling.    |
|           | Petrus Benedicti Hahl       | 1625–1689  | Senare kyrkoherde i Sunds församling.    |
| 1672–1682 | Olavus Andreæ Hornerus      | –1682      |                                          |
| 1683–1693 | Andreas Haquini Kylander    | 1655–1735  | Senare kyrkoherde i Trehörna församling. |
| 1693–1695 | Andreas Sporling            | –1695      |                                          |
| 1697–1733 | Andreas Viræus              | –1733      |                                          |
| 1734–1760 | Nicolaus Svenonis Juringius | 1700–1760  |                                          |
| 1761–1762 | Johannes Henricus Elvers    | 1719–1762  |                                          |
| 1762–1788 | Johannes Nicolai Gylling    | 1724–1788  | Avsatt 1779 och suspenderade 1787.       |
| 1789–1793 | Andreas Jonæ Wænerberg      | 1727–1793  |                                          |
| 1794–1812 | Pehr Wikstrand              | 1747–1812  |                                          |
| 1812–1829 | Isaac Wiede                 | 1765–1829  |                                          |
| 1829–1838 | Carl Gustaf Falk            | 1791–1838  |                                          |
| 1839–     | Sven Brunau                 | 1799–      |                                          |

## Organister
| Ämbetstid | Namn             | Levnadstid | Övrigt                |
| --------- | ---------------- | ---------- | --------------------- |
| 1704-1705 | Nils Jönsson     |            | Organist              |
| 1706      | Gunnar           |            | Organist              |
| 1707-1708 | Nils             |            | Organist              |
| 1714-1718 | Israel           |            | Organist              |
| 1747-1771 | Jöns Lindvall    | 1721-1771  | Organist och klockare |
| 1771-1788 | Anders Hjelmgren | 1749-1798  | Organist och klockare |
| 1800-1820 | A E Hahn         | 1770-      |                       |
| 1824-1828 | Johan Nylander   | 1791-      |                       |
| 1964      | –                | –          | Vakant.               |

### Klockare
| Ämbetstid | Namn           | Levnadstid | Övrigt   |
| --------- | -------------- | ---------- | -------- |
| 1705-1707 | Hans           |            | Klockare |
| 1708-1744 | Anders Rystedt |            | Klockare |
| 1805-1828 | Jonas Svensson | 1772-      |          |